# Charlot dentista
Charlot dentista (Laughing Gas) è un cortometraggio del 1914 scritto, diretto, montato e interpretato da Charlie Chaplin. Prodotto dalla Keystone Pictures Studio, il film (ispirato parzialmente a uno sketch di Fred Karno) fu completato il 26 giugno 1914 e distribuito negli Stati Uniti dalla Mutual Film il 9 luglio, mentre in Italia uscì il 19 ottobre 1957. In inglese è noto anche coi titoli Busy Little Dentist, Down and Out, Laffing Gas, The Dentist e Tuning His Ivories.

## Trama
Charlot arriva nello studio dentistico del dottor Dolore, in cui lavora come assistente, e a causa della sua aggressività si mette subito a litigare con il suo collega e con i pazienti in attesa. Al suo arrivo, il dentista fa entrare il primo paziente, lo anestetizza con il gas esilarante e gli estrae il dente guasto, ma poi non riesce a svegliarlo. Chiama quindi Charlot perché lo aiuti, e poi se ne va. Charlot riesce a svegliare il paziente con una martellata, ma poi lo addormenta nuovamente con un altro colpo. Il dottore torna nello studio e, non vedendo alcun progresso, manda Charlot in farmacia a comprare qualcosa per svegliare il paziente. Tuttavia, una volta arrivato alla farmacia, Charlot non combina altro che guai, rompendo i denti a due passanti con dei mattoni e strappando via la gonna a una signora che si rivela essere la moglie del dottor Dolore.
Il dentista, ancora alle prese con il paziente in preda ai postumi dell'anestesia, riceve una telefonata dalla sua domestica che lo informa che sua moglie ha avuto un "incidente". Mentre è al telefono, il paziente finalmente si riprende del tutto e lascia lo studio, e subito dopo anche il dottore va a casa. Charlot torna così allo studio trovando l'ambulatorio vuoto. Vedendo però che tra i pazienti c'è una bella ragazza, decide di fingersi dentista per sedurla. Nel frattempo i due passanti colpiti dai mattoni arrivano nella sala d'attesa. La ragazza, stanca delle attenzioni di Charlot, se ne va, e l'uomo viene presto riconosciuto da uno dei due passanti. Si scatena quindi una rissa che coinvolge anche l'altro assistente, un'altra paziente in attesa e lo stesso dottor Dolore appena tornato.

## Distribuzione
Le date di uscita internazionali sono state:
- 9 luglio 1914 negli Stati Uniti
- 22 febbraio 1916 in Spagna (Charlot falso dentista)
- 24 novembre in Danimarca (Chaplin som Tandlæge)
- 27 maggio 1922 in Finlandia (Ilokaasu)
- 19 ottobre 1957 in Italia